# Sphärozytose

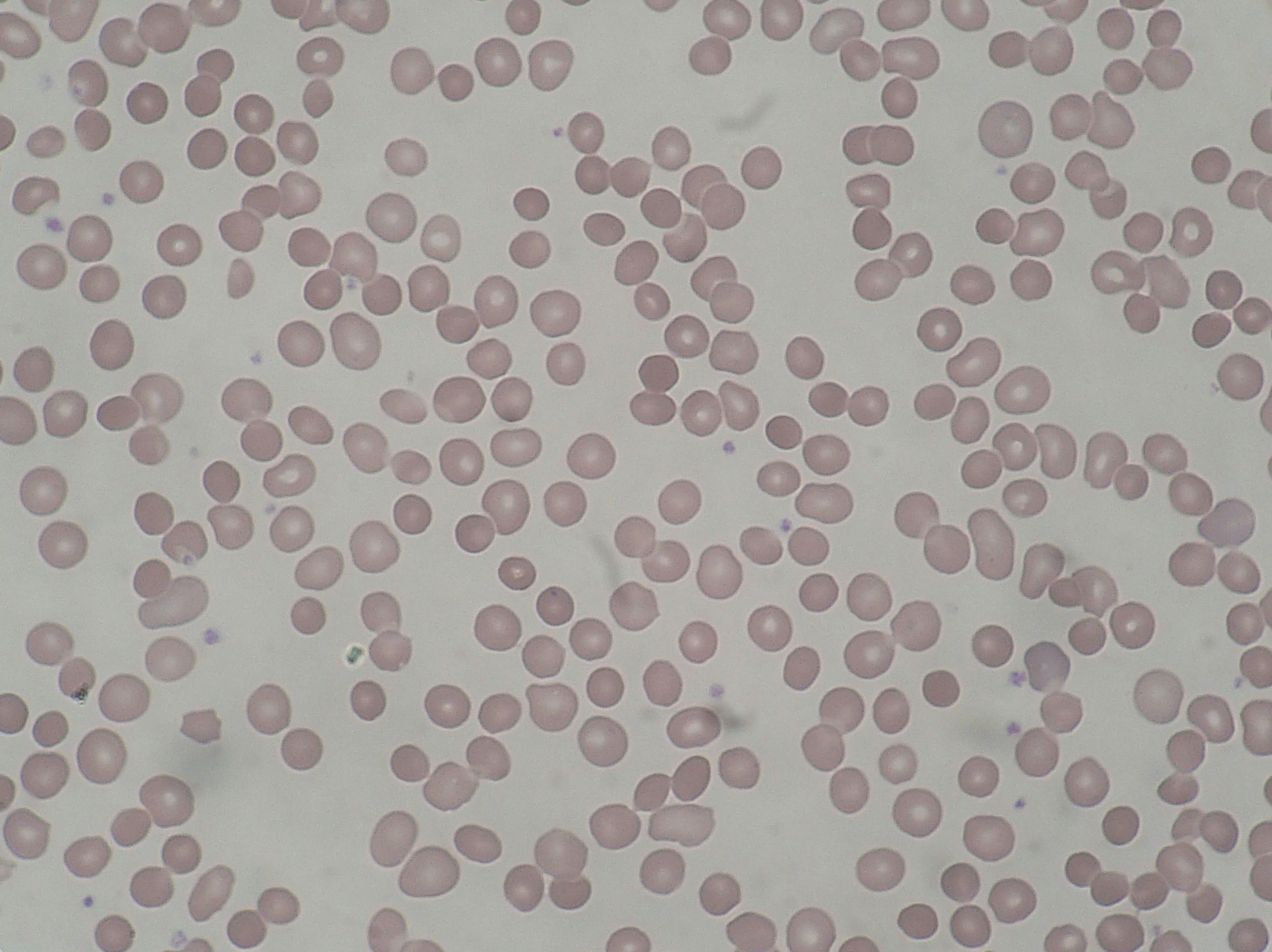
Sphärozytose bei einem Patienten mit Kugelzellenanämie

Eine Sphärozytose ist ein gehäuftes Auftreten von kugelförmigen roten Blutkörperchen (Sphärozyten) im Blut. Sie tritt angeboren bei der Kugelzellenanämie sowie erworben bei Schädigungen der Zellmembran im Rahmen einer autoimmunhämolytischen Anämie auf. Auch einige Schlangengifte können eine Sphärozytose hervorrufen.

## Tiermedizin
Beim Hund wird eine Sphärozytose in vier Schweregrade eingeteilt. Dabei wird die Anzahl der Sphärozyten in einem Gesichtsfeld bei 1000-facher Vergrößerung ermittelt. Bei Grad 1+ sind 5 bis 10 Sphärozyten pro Gesichtsfeld (entspricht 2 bis 4 %), bei 2+ 11 bis 50 (entspricht 4 bis 20 %), bei 3+ 51 bis 150 (entspricht 20 bis 60 %) und bei 4+ mehr als 150 vorhanden.
Bei Katzen lassen sich Sphärozyten mikroskopisch nicht von kleinen Erythrozyten unterscheiden, da auch den normalen roten Blutkörperchen die zentrale Aufhellung fehlt.